# Panaxia eques
Panaxia eques là một loài bướm đêm thuộc phân họ Arctiinae, họ Erebidae.